# Paul Lorain
Pour les articles homonymes, voir Lorain.
Ne doit pas être confondu avec Paul Lorrain.
Paul Joseph Lorain, né le 16 janvier 1827 à Paris et mort le 24 octobre 1875 dans la même ville, est un médecin des hôpitaux et professeur d'histoire de la médecine. Ses travaux ont porté sur le choléra, le pouls, la fièvre et l'insuffisance hypophysaire.

## Biographie

### Famille et formation
Son père est Paul Lorain (né en 1800), maître en langues et recteur de l'Académie de Lyon, lui-même fils d'un professeur à la Sorbonne. Sa mère est Anne-Marie Joséphine Gillette (née en  1803). Il épouse Louise Cottu.
Il commence ses études médicales à Lyon en 1846, et les termine à Paris. Durant ses études  il est répétiteur au collège Rollin de 1848 à 1850.
Il est reçu à l'internat des hôpitaux de 1850, successivement interne à Bon Secours (service de Jules Béhier, 1851), aux Enfants Trouvés  (service d'Henri-Louis Roger, 1852), à la Maternité (service de Paul Dubois, 1853) et à l'hôpital des cliniques (service d'Auguste Nélaton, 1854).
Il est reçu docteur en 1855, et agrégé de médecine en 1860.

### Carrière
Il est médecin légiste de 1856 à 1866, et médecin du bureau central des admissions en 1861.
En 1862, il est médecin du collège Rollin et médecin des hôpitaux : hospice de La Rochefoucault, puis à Saint-Antoine (1864) et à La Pitié (1872).
De 1863 à 1866, il est professeur suppléant de Jean Cruveilhier (pathologie générale) et de Gabriel Andral (pathologie et thérapeutique générales), et chargé de cours.
En 1873, il est professeur titulaire d'histoire de la médecine et de la chirurgie en remplacement de Charles Daremberg.
Il meurt le 26 octobre 1875, à Paris (6e).

## Travaux
Son ouvrage La Température du corps humain (1877) établit des notions fondamentales d'interprétations des courbes de température.
En 1871, il décrit un infantilisme persistant à l'adolescence et à l'âge adulte avec retard physique, sexuel et mental  (maladie ou syndrome de Lorain). En 1911, il est de ceux qui attribuent à ce trouble du développement une origine hypophysaire.

## Éponymie
Les éponymies « de Lorain » sont désuètes.
- Maladie de Lorain (ou ateliose) : nanisme généralement associée à un hypogonadisme, cette forme correspond à un infantilisme, mais Lorrain ne l'a d'abord pas associé à une insuffisance hypophysaire[5].
- Syndrome de Lorain-Lévi (Infantilisme de Lorain, ou infantilisme hypophysaire, ou panhypopituitarisme pré-pubertaire) : nanisme causé par une insuffisance hypophysaire.
- Signe de Lorain (pour déterminer le décès) : quand on approche une flamme peu de temps après la mort, il se forme une phlyctène gazeuse qui éclate faisant apparaître un derme desséché, chez le vivant il se forme une vésicule emplie de sérosité (procédé abandonné au début du XXe siècle)[6].

La maladie de Strumpell-Lorrain est une référence à Maurice Lorrain (1867-1956), et non pas à Paul Lorain.

## Publications
- Exposé des titres du Dr P. Lorain candidat à la chaire de la médecine et de la chirurgie vacante à la Faculté de médecine de Paris, impr. Martinet (Paris), 1870, Texte intégral.
- Exposé de titres du Dr Lorain candidat à la Chaire d'histoire de la médecine et de la chirurgie vacante à la Faculté de médecine de Paris, impr. Martinet (Paris), 1872, Texte intégral.

### Médecine
- La fièvre puerpérale chez la femme, le fœtus et le nouveau-né, thèse de doctorat, J.-B. Baillière (Paris), 1855, lire en ligne sur Gallica.
- Du régime dans les maladies aiguës, première thèse d'agrégation, Paris, 1857
- De l'albuminurie, [Thèse de concours pour l'agrégation],J. B. Baillière (Paris), 1860, Texte intégral.
- Études de médecine clinique et de physiologie pathologique: Le choléra observé à l'Hôpital Saint-Antoine , J.B. Baillière et fils (Paris), 1868, 220 p., Texte intégral.
- De la réforme des études médicales par les laboratoires, Imp. Jules Bonavanture (Paris), 1868,Texte intégral.
- Études de médecine clinique faites avec l'aide de la méthode graphique et des appareils enregistreurs : le pouls, ses variations et ses formes diverses dans les maladies, J.-B. Baillière et fils (Paris), 1870, lire en ligne sur Gallica.
- De la température du corps humain et de ses variations dans les diverses maladies, [publication faite par les soins de Paul Brouardel], J.B. Baillière et fils (Paris), 1877:

1. Tome premier,Texte intégral.
2. Tome second, Texte intégral.

### Histoire
- Jenner et la vaccine : conférences historiques, Germer-Baillière (Paris), 1870, lire en ligne sur Gallica.

### Autres
- Auguste Lutaud (1847-1925): Du vaginisme, ses causes, sa nature, son traitement, [suivi d'une «Leçon clinique sur le vaginisme de M. le professeur Lorain»], G. Masson (Paris), 1874, lire en ligne sur Gallica.
- François Louis Isidore Valleix: Guide du médecin praticien, en cinq tomes [résumé général de pathologie interne et de thérapeutique appliquées, cinquième édition entièrement refondue et contenant l'exposé des travaux les plus récents par le Docteur P. Lorain, avec le concours de médecins civils et de médecins appartenant à l'armée et à la marine], J.B. Baillière et fils (Paris), 1866 : Tome premier: "Fièvres et maladies pestilentielles.Maladies générales et constitutionnelles.Névroses...",Texte intégral.

Il écrit plusieurs articles dans le Nouveau dictionnaire de médecine et de chirurgie pratiques, en 40 volumes, dirigé par Sigismond Jaccoud, chez J.-B. Baillière, Paris, 1864-1886 Texte intégral.

## Honneurs, prix et distinctions
- Chevalier de la Légion d'honneur (1875).
- prix Bréant de l'Académie des sciences (1869), prix annuel récompensant un travail sur le choléra.

- membre de la Société d'anthropologie de Paris (15 juillet 1875)[7].
- membre de la Société anatomique.
- membre de la Société médicale des hôpitaux.
- secrétaire de la Société de biologie.